# Abbey Road Studios
Gli Abbey Road Studios sono degli studi di registrazione creati nel 1931 dalla EMI a Londra e situati nell'omonima via del quartiere di St John's Wood. Oltre al loro uso come studio di registrazione, i locali sono stati usati anche per rimasterizzare molte delle registrazioni di musica classica effettuate nella chiesa di Kingsway Hall.

## Storia

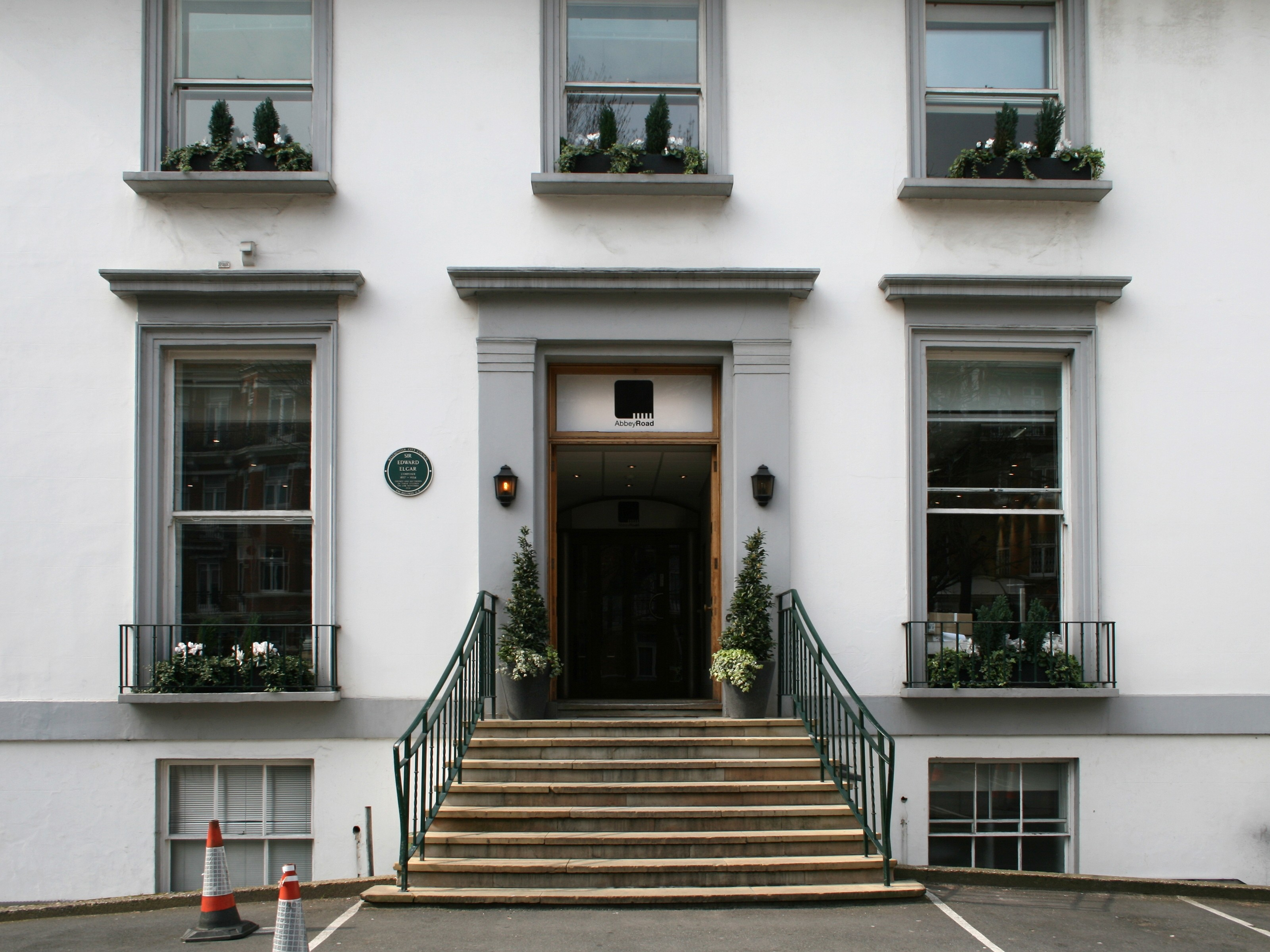
L'ingresso degli Abbey Road Studios nel 2007.

L'edificio, costruito in stile georgiano, fu acquistato dalla EMI nel 1929, ristrutturato ed inaugurato il 12 novembre del 1931 con la storica registrazione nello Studio 1, di Land of Hope and Glory, scritta da Edward Elgar che dirigeva la London Symphony Orchestra.
Gli EMI Studios, che cambiarono nome in Abbey Road Studios a partire dal 1970, si componevano inizialmente di tre studi di registrazione a cui si aggiunsero la console Penthouse (1980), per i mixing e le colonne sonore, e in tempi recenti due studi mobili.
Fu lo Studio 2 a divenire il centro della musica rock internazionale quando nel 1957 Cliff Richard and The Drifters registrarono lì Move It, uno dei primi singoli Rock 'n' roll della storia della musica europea.

### I Beatles

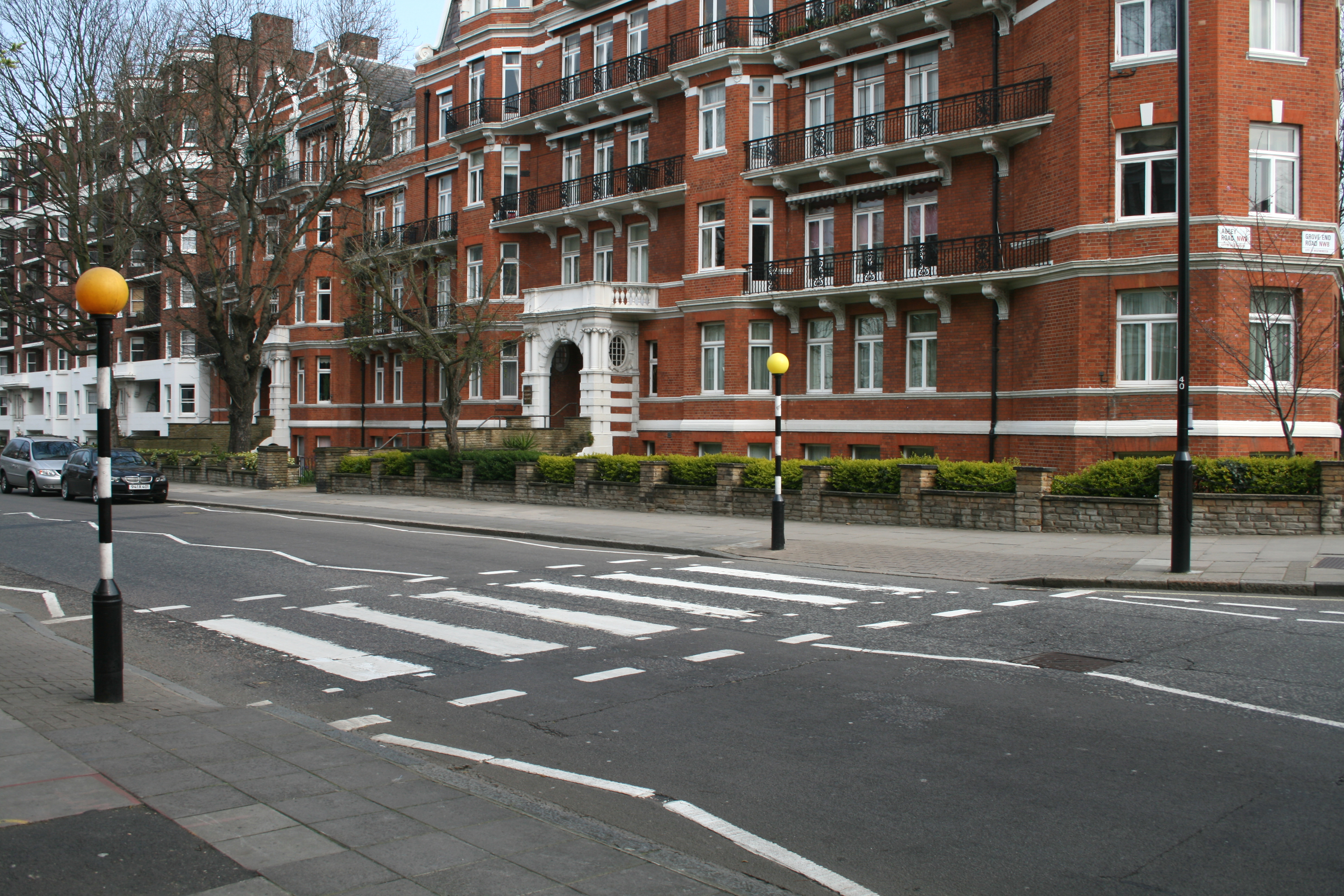
Le strisce pedonali di fronte agli studi, rese celebri dalla copertina di Abbey Road dei Beatles.

Il 6 giugno 1962, il produttore discografico George Martin portò per la prima volta nello studio i Beatles, i quali avrebbero poi registrato qui assieme a lui, dal 1962 al 1969, circa il 90% del loro repertorio, prevalentemente nello Studio 2, e avrebbero intitolato il loro album del 1969 Abbey Road dal nome della via in cui sorgono gli studi. La foto di copertina di quell'album, scattata da Iain MacMillan, che ritrae i quattro sulle strisce pedonali appena fuori dagli studi, fece divenire il luogo meta di pellegrinaggio.

### Altri musicisti
Altri artisti che utilizzarono gli studi nello stesso periodo dei Beatles furono Manfred Mann, Gerry and the Pacemakers e gli Hollies. Dal 1967 al 1975 i Pink Floyd registrarono qui tutti i loro album in studio sino a Wish You Were Here, ed il loro ex-leader Syd Barrett registrò qui i suoi due album solisti.
A partire dagli anni ottanta, con la costruzione all'ultimo piano del Penthouse, iniziarono ad essere registrate negli studi anche le colonne sonore dei film, tra i quali la trilogia di Guerre stellari di George Lucas, Camera con vista, la trilogia del Signore degli Anelli, Brazil di Terry Gilliam, Braveheart di Mel Gibson ed Eyes Wide Shut di Stanley Kubrick.
Moltissimi grandi musicisti hanno registrato ad Abbey Road: Queen, Europe, Spandau Ballet, Simple Minds, Jeff Beck, The Police, Iron Maiden, U2, Muse, Oasis, Coldplay, Suzanne Vega, Kylie Minogue, Radiohead, Blur, The Killers, The Subways, Manic Street Preachers, Deep Purple, OneRepublic, Sigur Rós, The Shadows, Architects, Amy Winehouse, Adele e compositori cinematografici come Michael Nyman, Michael Kamen, Howard Shore e John Williams.
Nel 2009, papa Benedetto XVI registrò l'album Alma Mater negli studi di Abbey Road
Tra i musicisti italiani che hanno registrato brani o interi loro album agli Abbey Road Studios vi sono Cesare Cremonini, Elisa, Emma, Francesco Gabbani, Enrico Ruggeri e il maestro Ennio Morricone.
Claudio Baglioni ha registrato l’album La vita è adesso del 1985, il disco più venduto di tutti i tempi in Italia, tra i Manor Studios a Oxford e Abbey Road.
Sui muri che circondano gli studi vengono sovente lasciati messaggi, principalmente destinati ai Beatles, da turisti in ricordo dei grandi che vi hanno registrato o che continuano a incidere lì. Periodicamente i muri vengono riverniciati per lasciare spazio a nuovi messaggi.